# Бардаковка (Харьковская область)
Бардаковка (укр. Бардаківка; до 2024 года — Цепочкино) — село,
Шелестовский сельский совет,
Богодуховский район,
Харьковская область.
Код КОАТУУ — 6323281010. Население по переписи 2001 года составляет 65 (24/41 м/ж) человек.

## Географическое положение
Село Цепочкино примыкает к селу Подлесное, на расстоянии в 2 км расположены сёла Панасовка, Трудолюбовка, Пащеновка и Гладковка.
К селу примыкает большой лесной массив (дуб).

## История
- 1675 — дата основания.